# Gnamptoloma molybdias
Gnamptoloma molybdias är en fjärilsart som beskrevs av Edward Meyrick 1899. Gnamptoloma molybdias ingår i släktet Gnamptoloma och familjen mätare. Inga underarter finns listade i Catalogue of Life.